# Kisco (rzeka)
Kisco (ang. Kisco River), zw. również Pepemighting – rzeka w stanie Nowy Jork, w hrabstwie Westchester, uchodząca do New Croton Reservoir. Zarówno długość cieku, jak i powierzchnia zlewni nie zostały oszacowane przez USGS.
Główny dopływ rzeki to Chappaqua Brook, na trasie rzeki znajduje się mały zbiornik retencyjny Howlands Lake.